# Grundsheim
Grundsheim è un comune tedesco di 201 abitanti, situato nel land del Baden-Württemberg.